# モルドバ語
モルドバ語、モルドヴァ語（モルドバご、ラテン文字表記: Limba moldovenească/キリル文字表記:Лимба молдовеняскэ）は、東部ロマンス語で、モルドバ共和国の公用語とされていた言語である。また、沿ドニエストル共和国の公用語の一つである。
モルドバ語は、実際には政治的な理由によってルーマニア語から呼称を改めただけに近く、ルーマニア語との違いはほとんどないと言われるが、モルドバ語をルーマニア語の一部と認めることはルーマニアの拡大主義に結びつくと見なされる場合があるため、注意が払われている。
ルーマニアと同系統の民族が住み、1918年から1940年までルーマニア領であったベッサラビア（現在のモルドバ共和国）では、住民の話す言葉もルーマニア語と呼ばれていた。第二次世界大戦によってベッサラビアがソビエト連邦に併合され、この地域にモルダビア・ソビエト社会主義共和国（モルドバ共和国の前身）が立てられると、モルドバに住む人々の言葉は文字をラテン文字からロシア語で使われるキリル文字に改められ、ルーマニア語とは異なったモルドバ語（諸外国ではモルダビア語と呼ばれた）であると主張されるようになった。
ソ連でペレストロイカが開始されるとモルドバでも民族主義運動が高まり、1989年にモルドバ語をルーマニア語と同じラテン文字の表記に戻し、公用語にすることが定められた。1991年にモルドバ共和国が独立を達成すると、改めて憲法に公用語と明記されるに至る。1996年には言語名をモルドバ語からルーマニア語に改める案が議会に提出されるが、否決された。しかし2013年にはモルドバの憲法裁判所が、公用語を「ルーマニア語」と規定した。そのため、現在「モルドバ語」はモルドバの公用語ではない。
沿ドニエストル共和国では現在もソ連時代同様キリル文字で表記され、ルーマニア語とは別の言語とされている。

## ルーマニア語との違い
度重なるロシアからの占領に加えソビエト連邦占領時代の政治的目的による強制的なルーマニア語排除政策によってモルドバに住むルーマニア語を母語とするルーマニア系モルドバ人も日常的にロシア語の語彙を交えて会話をするようになった。またソビエト時代において大学での教育および専門知識（農機具のマニュアルなど）は基本的にロシア語で行われていた。これは教科書および専門書がロシア語で書かれた物しか存在しなかったからである。今でも当時の教育を受けた技師や専門家は部品や部位の名称をロシア語でしか知らない場合が多く、これらのロシア語語彙はルーマニアに住むルーマニア人には理解できない。
日常的によく使われるロシア語でルーマニア人の使わない語彙の例は
- maladeț（マラディェッツ[要出典]）すばらしいの意、ルーマニア語ではbravo（ブラーヴォ）になる。
- srocina（ソローチナ[要出典]）今すぐにの意、ルーマニア語ではurgent（ウルジェント）またはimediat（イメディアット）に相当
- paniatna（パニャートナ）解ったの意、ルーマニア語ではam înțeles（アムンツェレス）

など
方言としてあげられる例としては、
- cine（チネ/英語のwhoに相当する誰の疑問符）と通常発音される言葉がシニに
- bine（ビネ/good・良い）がギニに
- vin（ヴィン/ワイン）がジンに
- ce faci（チェファチ/何をしてるの？）がシファシに

変化する。
これはモルドバ共和国に隣接しステファン大王の時代のモルドバ（国）として一つだったルーマニアのモルドバ地方にも同様に存在する方言である。

## アルファベット
| キリル文字 | ラテン文字 | 備考                                                                                     | IPA                                  |
| ---------- | ---------- | ---------------------------------------------------------------------------------------- | ------------------------------------ |
| а          | a          |                                                                                          | /a/                                  |
| б          | b          |                                                                                          | /b/                                  |
| в          | v          |                                                                                          | /v/                                  |
| г          | g, gh      | i または e の前における gh 、それ以外の場所における g に対応する                         | /ɡ/                                  |
| д          | d          |                                                                                          | /d/                                  |
| е          | e, ie      | 母音のあと、およびほとんどの単語の語頭における ie 、 それ以外の場所における e に対応する | /e/, /je/                            |
| ж          | j          |                                                                                          | /ʒ/                                  |
| ӂ          | g          | i または e の前の g に対応する                                                           | /ʤ/                                  |
| з          | z          |                                                                                          | /z/                                  |
| и          | i, ii      | 語末における ii 、それ以外の場所における i に対応する                                    | /i/                                  |
| й          | i          | 母音の後における i に対応する                                                            | /j/                                  |
| к          | c, ch      | i または e の前における ch 、それ以外の場所における c に対応する                         | /k/                                  |
| л          | l          |                                                                                          | /l/                                  |
| м          | m          |                                                                                          | /m/                                  |
| н          | n          |                                                                                          | /n/                                  |
| о          | o          |                                                                                          | /o/                                  |
| п          | p          |                                                                                          | /p/                                  |
| р          | r          |                                                                                          | /ɾ/                                  |
| с          | s          |                                                                                          | /s/                                  |
| т          | t          |                                                                                          | /t/                                  |
| у          | u          |                                                                                          | /u/                                  |
| ф          | f          |                                                                                          | /f/                                  |
| х          | h          |                                                                                          | /h/                                  |
| ц          | ț          |                                                                                          | /ʦ/                                  |
| ч          | c          | i または e の前の c に対応する                                                           | /ʧ/                                  |
| ш          | ș          |                                                                                          | /ʃ/                                  |
| ы          | â, î       | ラテン文字では、語頭と語末で î 、それ以外で â を使う                                     | /ɨ/                                  |
| ь          | i          | 語末                                                                                     | /ʲ/ (前の子音が口蓋化することを表す) |
| э          | ă          |                                                                                          | /ə/                                  |
| ю          | iu         |                                                                                          | /ju/, /ʲu/                           |
| я          | ea, ia     |                                                                                          | /ja/, /ʲa/                           |

ロシア語からの借用語では以下の文字も使うことがある: Ъъ [-]、 Щщ [ʆ]、 Ёё [jo]/[ʲo]

### ラテン文字からキリル文字への変換
| ラテン文字 | キリル文字                                        | 備考                                                                     |
| ---------- | ------------------------------------------------- | ------------------------------------------------------------------------ |
| a          | а                                                 | 二重音字 ia、 ea の一部でない場合                                        |
| ă          | э                                                 |                                                                          |
| â          | ы                                                 |                                                                          |
| b          | б                                                 |                                                                          |
| c          | к                                                 | e、 i の直前でない場合                                                   |
| ce         | че                                                |                                                                          |
| ch         | к                                                 | e、 i の直前                                                             |
| cea        | ча                                                |                                                                          |
| ci         | чи                                                | 下記以外の場合                                                           |
| ci         | чь                                                | アクセントのない語末で                                                   |
| ci         | ч/чь                                              | 一部の語の語末において単数形と複数形をこのように書き分ける               |
| cia        | чиа                                               |                                                                          |
| cio        | чо                                                |                                                                          |
| ciu        | чу                                                |                                                                          |
| d          | д                                                 |                                                                          |
| e          | е                                                 | 二重音字 ea の一部でない場合                                             |
| ea         | я                                                 | ほぼすべての語、ひとつの音節として発音される場合                         |
| ea         | еа                                                | corean (朝鮮の) など、別々の音節として発音される場合                     |
| eea        | ея                                                |                                                                          |
| eie        | ее                                                | cheie (鍵) などの語で                                                    |
| f          | ф                                                 |                                                                          |
| g          | ч を ӂ、 к を г と読み替えることを除き、 c と同様 | ч を ӂ、 к を г と読み替えることを除き、 c と同様                        |
| h          | х                                                 | c か g の直後で e または i の直前である場合を除く                        |
| i          | и                                                 | 子音の間にある場合、あるいは子音の直後で音節をなす場合の語末             |
| i          | -ь                                                | 直前の子音が口蓋化することだけを表している(音節をなさない)場合の語末で   |
| i          | -й                                                | 母音の直後の語末で                                                       |
| ia         | я                                                 | 語頭または母音の直後で                                                   |
| ia         | -ия                                               | România (ルーマニア)、 teoria (理論)、 detalia (詳細) などの語で         |
| ia         | -иа-                                              | 借用語で                                                                 |
| ia         | -ья-                                              | 固有語の語根で                                                           |
| ia         | -иа-                                              | 借用語、インターナショナリズム                                           |
| ie         | е                                                 | 語頭または母音の直後で                                                   |
| ie         | ье                                                | 普通は固有語で: pierdut (失われた)                                       |
| ie         | ие                                                | teorie (理論) などの語、または借用語で: Uniunea Sovietică (ソビエト連邦) |
| ii         | ий                                                | 語末で                                                                   |
| ii         | -ии-                                              | 子音の間にある場合                                                       |
| iii        | ии                                                | 語末で                                                                   |
| io         | йо                                                | 語頭で                                                                   |
| io         | ио                                                | 語頭で稀に使用される                                                     |
| io         | йо                                                | 母音の直後で                                                             |
| io         | ио                                                | 子音の直後で                                                             |
| iu         | иу                                                | 接尾辞 -țiune など                                                       |
| iu         | ю                                                 | 語頭または母音の直後で                                                   |
| iu         | ю                                                 | [ʲu] と発音する場合のみ: ochiul (目・定冠詞付き) → окюл                  |
| iu         | ью                                                | interviu (インタビュー) 一語のみ                                         |
| j          | ж                                                 |                                                                          |
| k          | к                                                 |                                                                          |
| l          | л                                                 |                                                                          |
| m          | м                                                 |                                                                          |
| n          | н                                                 |                                                                          |
| o          | о                                                 |                                                                          |
| p          | п                                                 |                                                                          |
| r          | р                                                 |                                                                          |
| s          | с                                                 |                                                                          |
| ș          | ш                                                 |                                                                          |
| t          | т                                                 |                                                                          |
| ț          | ц                                                 |                                                                          |
| u          | у                                                 |                                                                          |
| v          | в                                                 |                                                                          |
| x          | кс                                                |                                                                          |
| x          | кз                                                |                                                                          |
| z          | з                                                 |                                                                          |

## ルーマニア語との軋轢
独立以前に学校教育を受けたルーマニア系モルドバ人は、大学レベルの高等教育でルーマニア語を修学していないため、特別に個人的な努力を行わない限り、ルーマニア語で最終学歴を終えたルーマニアのルーマニア人に比べて一般的にルーマニア語における表現力に乏しく語彙が少ない。こうした事情からルーマニアのルーマニア人の目にはモルドバ人が無教養に映り、ルーマニア系モルドバ人はこれに劣等感を持つことがある。
また人によってはロシア語とルーマニア語を混ぜて話すこともある。単に単語を交ぜるだけにとどまらず、ある文をロシア語で話した後に次の文をルーマニア語で話すなど、同じモルドバ人ですら困惑するような場合が存在する。当然ルーマニア人やロシア人にとっても解釈ができなくなってしまう。
2001年から2009年までモルドバ共和国の大統領を務めたウラジーミル・ヴォローニンは、モルドバ人ではあるがロシア語を母語としており、ルーマニア語が下手なことで有名である。歴史解釈に関しても一般のルーマニア系住民と異なっていたためかねてから問題となっていたが、2006年7月にルーマニア大統領トラヤン・バセスクの発言がきっかけで確執が再燃し、ヴォローニンのロシア寄りの歴史観を元にした発言とバセスクに対する反論がルーマニアのテレビで放映された。この際、ヴォローニンはルーマニア語で発言していたにもかかわらず、先に述べた理由で語彙が不足であったこと、語用が不適切だったこと、文法上の誤りを大量に犯していたことなどからルーマニア人にとって理解し難いものとなり、発言中ルーマニア語の字幕が画面下部に流れた。ちなみに、通常ヴォローニンは国内のスピーチではルーマニア語ではなくロシア語を使っている。
このようなヴォローニンのモルドバ的なルーマニア語の話し方は、モルドバの田舎に住む教養水準の低い人々によく見られる傾向である。